# Micromyzus niger
Micromyzus niger är en insektsart som beskrevs av Van der Goot 1917. Micromyzus niger ingår i släktet Micromyzus och familjen långrörsbladlöss. Inga underarter finns listade i Catalogue of Life.